# Iggy SZN
«Iggy SZN» (с англ. — «Сезон Игги») — песня австралийской хип-хоп исполнительницы Игги Азалии, выпущенная как промо-сингл в составе Reclassified — переиздания дебютного студийного альбома Азалии The New Classic (2014). «Iggy SZN» спродюсирована The Invisible Men и The Arcade и построена на электро-битах и синтезаторах. Песня получила неоднозначные отзывы от музыкальных критиков и достигла девяносто пятой строчки в Australian Singles Chart и одиннадцатой позиции в Australian Urban Chart соответственно. В США трек занял сорок восьмую строчку в чарте Hot R&B/Hip-Hop Songs.

## Композиция

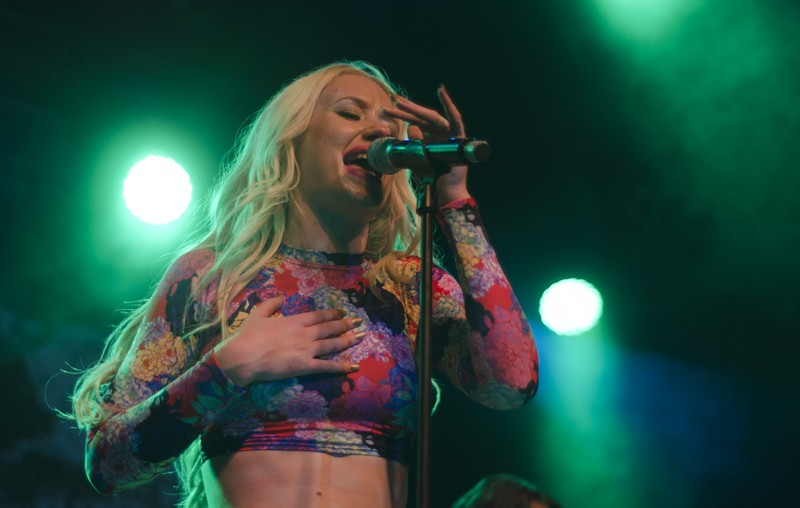
Азалия говорит о своём успехе в песне

«Iggy SZN» построена на клубных электро-битах и тяжёлых синтезаторах. В лирическом плане Азалия декларирует о своём успехе и отвечает своим «хейтерам» и всем тем, кто её критикует. В какой-то момент она зачитывает: «Ненавистники будут ненавидеть, а критики критиковать, но я не обращаю на них никакого внимания, что бы они там ни говорили / Их годовой заработок равен моим недельным доходам, я знаю, что вы не можете вынести этого, но не волнуйтесь, я дам вам передохнуть». В хуке звучат следующие слова: «Куда бы я ни пошла, мне говорят, что повсюду сезон Игги / Пока я не получу то, что хочу, я не уйду… Попридержите свой пыл, суки / Это сезон Игги!».

## Отзывы критиков
Песня получила неоднозначные отзывы от музыкальных критиков. Music Times сравнили лёгкий продакшн трека с синглом Азалии «Fancy» (2014), написав, что «он не столь запоминающийся как „Fancy“, но всё равно доставляет немало удовольствия при прослушивании». Spin отозвались о песне негативно и прокомментировали: "Если Азалия хочет сохранить интерес публики к себе, ей придётся выпускать что-то немного лучше, чем «Iggy SZN». В своём обзоре на Reclassified Майк Васс из Idolator сказал, что «Из трёх гимнов, адресованных хейтерам, „Iggy SZN“ — самый беззаботный и жизнерадостный. Он демонстрирует умение Игги писать запоминающиеся остроты и способность The Invisible Men создавать сумасшедшие биты».

## Живые выступления
4 декабря 2014 года Азалия впервые исполнила «Iggy SZN» вживую на концерте Yahoo! On the Road. Песня также была включена в сет-лист выступления Игги во время Jingle Ball Tour 8 декабря 2014 года.

## Чарты
| Чарты (2014)                          | Высшая позиция |
| ------------------------------------- | -------------- |
| Австралия (ARIA)                      | 95             |
| Австралия Urban (ARIA)                | 11             |
| Канада Hot Digital Songs (Billboard)  | 63             |
| США (Billboard Hot R&B/Hip-Hop Songs) | 48             |